# Leonhard Roth (Kirchenlieddichter)
Leonhard Roth (* um 1500 in Tannowitz, Mähren; † 1541 in Schäkowitz, Mähren) war ein Kirchenlieddichter. Er war Anhänger einer Täufersekte, die auf Jakob Hutter zurückgeht. Daher wurde er 1539 verhaftet und nach Triest gebracht, konnte aber fliehen.

## Werk
- O König Jesu Christe, ein Fürst, Hauptmann und Held (1539; Evangelisches Gesangbuch Nummer 203)